# Tapinolepis
Tapinolepis es un género de hormigas perteneciente a la familia Formicidae, categorizado en la tribu Plagiolepidini. Fue descrito por Carlo Emery en 1925.

## Especies
- Tapinolepis bothae (Forel, 1907)
- Tapinolepis candida (Santschi, 1928)
- Tapinolepis deceptor (Arnold, 1922)
- Tapinolepis decolor (Emery, 1895)
- Tapinolepis litoralis (Arnold, 1958)
- Tapinolepis longitarsis (Collingwood & Agosti, 1996)
- Tapinolepis macgregori (Arnold, 1922)
- Tapinolepis macrophthalma (Arnold, 1962)
- Tapinolepis mediterranea (Mayr, 1866)
- Tapinolepis melanaria (Arnold, 1922)
- Tapinolepis pernix (Viehmeyer, 1923)
- Tapinolepis simulans (Santschi, 1908)
- Tapinolepis trimenii (Forel, 1895)
- Tapinolepis tumidula (Emery, 1915)